# Брансон-Вест (Міссурі)
Брансон-Вест (англ. Branson West) — місто (англ. city) в США, в окрузі Стоун штату Міссурі. Населення — 484 особи (2020).

## Географія
Брансон-Вест розташований за координатами 36°41′19″ пн. ш. 93°23′35″ зх. д. / 36.68861° пн. ш. 93.39306° зх. д. (36.688622, -93.393090).  За даними Бюро перепису населення США в 2010 році місто мало площу 11,63 км², уся площа — суходіл.

## Демографія
Згідно з переписом 2010 року, у місті мешкало 478 осіб у 179 домогосподарствах у складі 127 родин. Густота населення становила 41 особа/км².  Було 215 помешкань (18/км²).
Расовий склад населення:
| - 91,4 % — білих - 0,6 % — чорних або афроамериканців - 0,4 % — азіатів - 3,6 % — осіб інших рас |

До двох чи більше рас належало 4,0 %. Частка іспаномовних становила 11,9 % від усіх жителів.
За віковим діапазоном населення розподілялося таким чином: 28,0 % — особи молодші 18 років, 55,9 % — особи у віці 18—64 років, 16,1 % — особи у віці 65 років та старші. Медіана віку мешканця становила 36,4 року. На 100 осіб жіночої статі у місті припадало 94,3 чоловіків;  на 100 жінок у віці від 18 років та старших — 87,0 чоловіків також старших 18 років.
Середній дохід на одне домашнє господарство  становив 51 799 доларів США (медіана — 45 417), а середній дохід на одну сім'ю — 57 679 доларів (медіана — 51 563). Медіана доходів становила 33 333 долари для чоловіків та 24 375 доларів для жінок. За межею бідності перебувало 7,8 % осіб, у тому числі 13,6 % дітей у віці до 18 років та 1,1 % осіб у віці 65 років та старших.
Цивільне працевлаштоване населення становило 194 особи. Основні галузі зайнятості: мистецтво, розваги та відпочинок — 56,2 %, роздрібна торгівля — 10,8 %, освіта, охорона здоров'я та соціальна допомога — 10,8 %.